# Aegostheta simplex
Aegostheta simplex är en skalbaggsart som beskrevs av Louis Albert Péringuey 1904. Aegostheta simplex ingår i släktet Aegostheta och familjen Melolonthidae. Inga underarter finns listade i Catalogue of Life.